# Wheaton (Minnesota)
Wheaton – miasto w Stanach Zjednoczonych, w stanie Minnesota, w hrabstwie Traverse.